# Municipio de Stanton (Minnesota)
El municipio de Stanton (en inglés: Stanton Township) es un municipio ubicado en el condado de Goodhue en el estado estadounidense de Minnesota. En el año 2010 tenía una población de 1130 habitantes y una densidad poblacional de 18,28 personas por km².

## Geografía
El municipio de Stanton se encuentra ubicado en las coordenadas 44°29′23″N 92°58′59″O / 44.48972, -92.98306. Según la Oficina del Censo de los Estados Unidos, el municipio tiene una superficie total de 61.82 km², de la cual 59,29 km² corresponden a tierra firme y (4,09 %) 2,53 km² es agua.

## Demografía
Según el censo de 2010, había 1130 personas residiendo en el municipio de Stanton. La densidad de población era de 18,28 hab./km². De los 1130 habitantes, el municipio de Stanton estaba compuesto por el 98,05 % blancos, el 0,18 % eran afroamericanos, el 0,09 % eran amerindios, el 0,27 % eran asiáticos, el 0,44 % eran de otras razas y el 0,97 % eran de una mezcla de razas. Del total de la población el 1,59 % eran hispanos o latinos de cualquier raza.